# Louis Apol
Louis Apol, nome d'arte di Lodewijk Frederik Hendrik Apol (L'Aia, 6 settembre 1850 – L'Aia, 22 novembre 1936), è stato un pittore olandese.

## Biografia

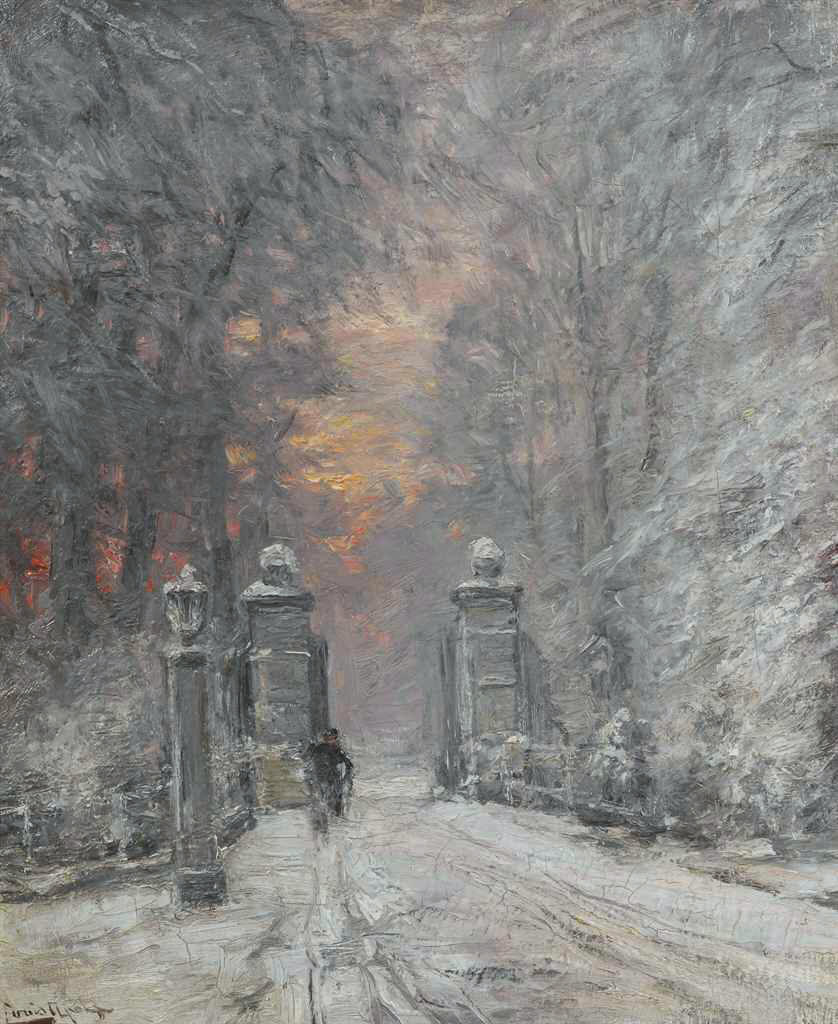
Entrance of a mansion around The Hague, olio su tela

Il "talento di Apol fu scoperto precocemente e suo padre gli fece prendere lezioni private di pittura. I suoi insegnanti erano J.F. Hoppenbrouwers e P.F. Stortenbeker. Ricevette una borsa di studio dal re olandese Guglielmo III nel 1868".  Si specializzò in paesaggi con atmosfere invernali, soprattutto foreste, in cui sono presenti manufatti artificiali, come un ponte o una recinzione. Raramente le persone sono raffigurate nei suoi dipinti.
Nel 1880 Apol partecipò a una spedizione sulla SS Willem Barents a Spitsbergen nell'Oceano Artico, accumulando una grande esperienza che lo aiutò nella professione nel resto della sua vita.
Il suo lavoro è ampiamente diffuso e trovato negli Stati Uniti, Canada, Regno Unito, Belgio, Germania e Paesi Bassi. Il Rijksmuseum Amsterdam e il Gemeentemuseum Den Haag conservano sue opere all'interno delle loro collezioni.